# Crown Fountain

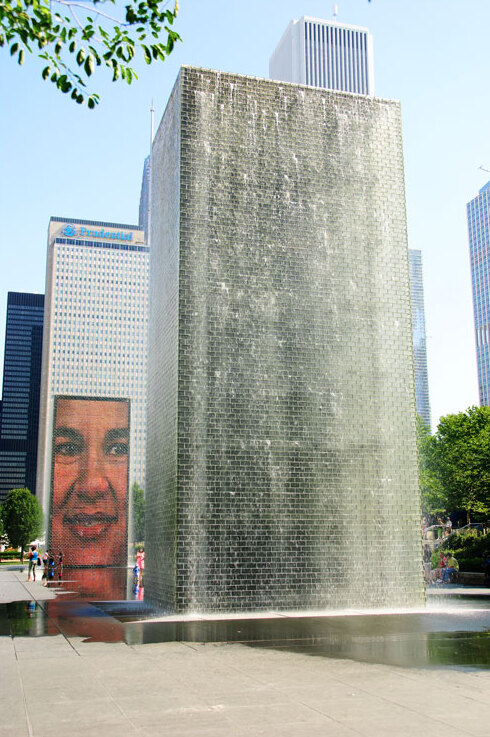
Crown Fountain mit Video-Skulptur (links)

Die Crown Fountain ist eine interaktive, in einem öffentlichen Brunnen befindliche Kunst- und Video-Skulptur in Chicagos Millennium Park im Chicago Loop. Entworfen wurde sie von dem katalanischen Künstler Jaume Plensa und von Krueck and Sexton Architects ausgeführt. Sie wurde im Juli 2004 eröffnet. Der Brunnen besteht aus einem reflektierenden Pool aus schwarzen Granit, der zwischen einem Paar von Glasbausteintürmen platziert ist. Die Türme sind 15,2 Meter hoch und  verwenden Leuchtdioden, um digitale Videos von Gesichtern von innen nach außen projiziert zu zeigen. Aus den Mündern der projizierten Gesichter wird in regelmäßigen Abständen nach Art antiker Wasserspeier Wasser gespien. Der Brunnen ist ein öffentlicher Spielplatz und erlaubt es Kindern und Erwachsenen, im Brunnen zu plantschen und sich vom Wasserspeier bespritzen zu lassen.

## Finanzierung
Die Gestaltung des Brunnens und seine Errichtung kosteten 17 Millionen USD. Finanziert wurde die Crown Fountain durch Lester Crown und seine Familie.

## Betrieb und Interaktion mit den Nutzern
Sofern es das Wetter erlaubt, ist das Wasserspiel des Brunnens von Mai bis Oktober in Betrieb. Der Brunnen wurde von Nutzern und Kritikern für seine künstlerische Gestaltung und seine Entertainment-Funktionen gelobt. Die Verwendung des Wassers ist einzigartig unter den vielen Brunnen Chicago und fördert die physische Interaktion zwischen dem Betrachter und dem Kunstwerk.

## Videoclips
Für die Projektionen der Videoclips wurden etwa 1.000 Einwohner Chicagos aufgenommen. Etwa 75 ethnische, soziale und religiöse Organisationen wurden gebeten, Kandidaten für die Videoclips vorzuschlagen. Die Dreharbeiten begannen im Jahr 2001 auf dem Campus der School of the Art Institute of Chicago. Jedes Gesicht erscheint auf der Skulptur für insgesamt fünf Minuten. Ein 40-Sekunden-Abschnitt wird mit einem Drittel der normalen Geschwindigkeit vorwärts und rückwärts gespielt und läuft für insgesamt vier Minuten. Dann gibt es ein nachfolgendes Segment, wobei der Mund sich verzieht, das auf 15 Sekunden ausgedehnt wird. Schließlich folgt ein Abschnitt, bei dem aus dem offenen Mund Wasser gespritzt wird.

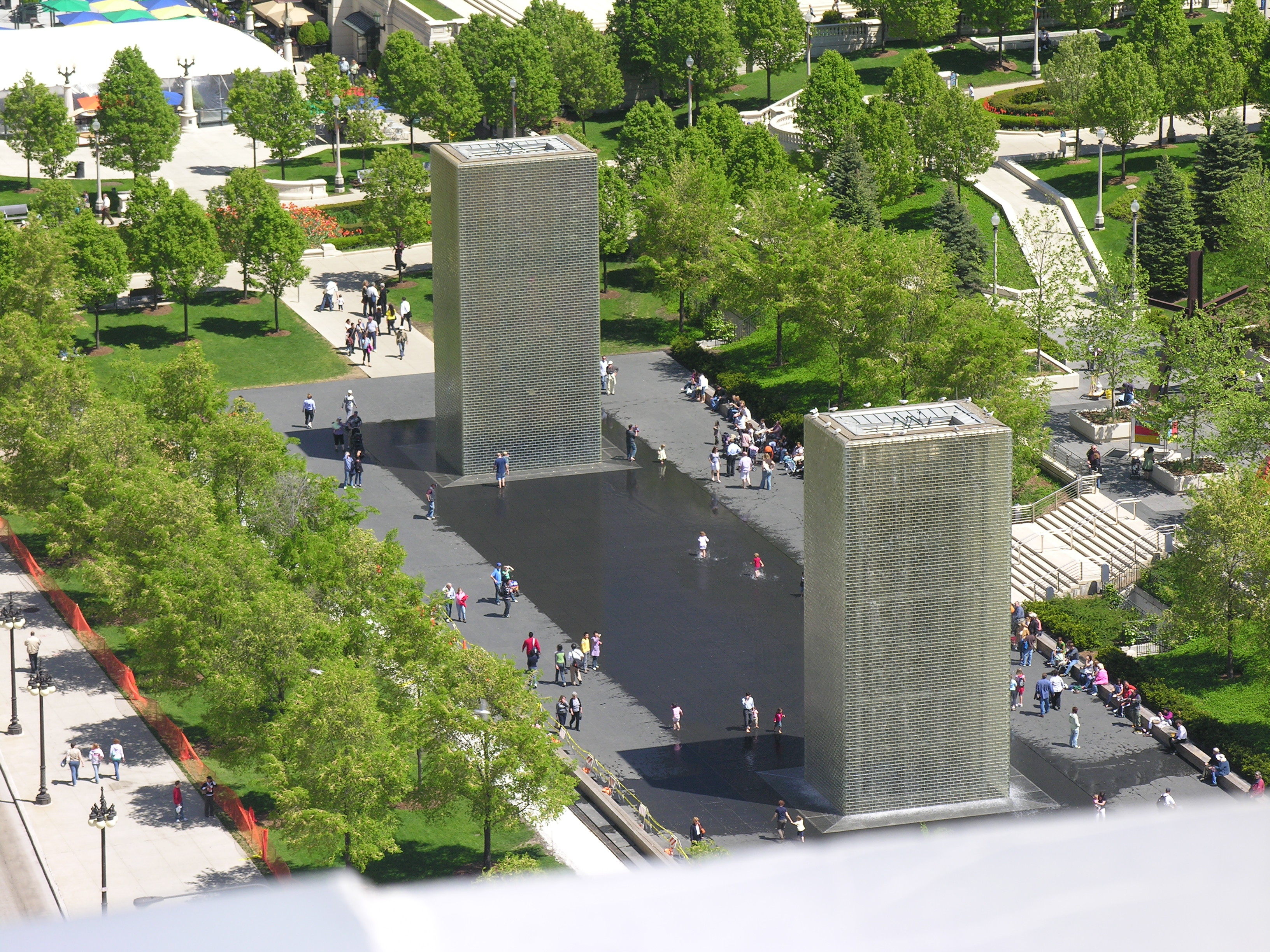
Die beiden Glasbausteintürme der Crown Fountain